# Joshua A. Lowell
Joshua Adams Lowell (* 20. März 1801 in Thomaston, Knox County, Massachusetts; † 13. März 1874 in East Machias, Maine) war ein US-amerikanischer Politiker. Zwischen 1839 und 1843 vertrat er den Bundesstaat Maine im US-Repräsentantenhaus.

## Werdegang
Der im heutigen Maine geborene Joshua Lowell besuchte die öffentlichen Schulen seiner Heimat und arbeitete danach als Lehrer. Nach einem anschließenden Jurastudium und seiner im Jahr 1826 erfolgten Zulassung als Rechtsanwalt begann er in East Machias in seinem neuen Beruf zu praktizieren. Politisch war Lowell Mitglied der Demokratischen Partei. Zwischen 1832 und 1837 saß er mehrfach als Abgeordneter im Repräsentantenhaus von Maine.
1838 wurde Lowell im siebten Wahlbezirk von Maine in das US-Repräsentantenhaus in Washington, D.C. gewählt. Dort trat er am 4. März 1839 die Nachfolge von Joseph C. Noyes von der Whig Party an. Nach einer Wiederwahl im Jahr 1840 konnte er bis zum 3. März 1841 zwei Legislaturperioden im Kongress absolvieren. Seit 1841 war er Vorsitzender des Ausschusses zur Kontrolle der Ausgaben des Postministeriums. In dieser Zeit nahmen auch die Diskussionen um eine mögliche Annexion der seit 1836 selbständigen Republik Texas zu.
Im Jahr 1842 verzichtete Lowell auf eine erneute Kandidatur. In den folgenden Jahren arbeitete er wieder als Anwalt. Er starb am 13. März 1874 in East Machias und wurde dort auch beigesetzt.